# 伊莉莎白·蕭
伊莉莎白·蕭博士（英語：Dr. Elizabeth Shaw）是在異形系列前傳《普羅米修斯》和《異形：聖約》中登場的虛構人物，由歐蜜·瑞佩斯飾演。

## 創作
蕭的宗教熱情是《普羅米修斯》的中心主題和推展力之一。在該電影的製作過程中，莎莉·賽隆、安·海瑟薇、娜塔莉·波曼、潔瑪·雅特頓、凱莉·墨里根和艾比·寇尼許都曾是飾演此角色的人選。雷利·史考特在看了2009年電影《龍紋身的女孩》後，對歐蜜·瑞佩斯印象深刻，在和瑞佩斯見面後亦覺得她符合蕭博士應有的特質；2011年確定由瑞佩斯出演伊莉莎白·蕭。
在《普羅米修斯》電影上映前，二十世紀福斯影業發布了一支名為《Quiet Eye》的宣傳短片，主角是伊莉莎白·蕭。
影評人羅傑·伊伯特在對《普羅米修斯》的評論中認為歐蜜·瑞佩斯成功延續了雪歌妮·薇佛在異形系列中建立的的強大而獨立的女性主題。
《普羅米修斯》上映後不久，史考特已有意開發續集講述蕭和大衛接下來的經歷：「……一旦我们打开了这扇门，那我想要展现蕭博士接下来到底去了哪里，她到了那里之后到底做了些什么。如果她去的是天堂，那这个天堂可是和大家心目中的样子不太一样，这是一个险恶而不详的地方。」2016年，確定歐蜜·瑞佩斯在續集《異形：聖約》中回歸出演伊莉莎白·蕭。

## 電影

### 普羅米修斯
伊莉莎白·蕭幼年喪父，後來成為一名考古學家。她與男友查理·哈洛維發現了一份指向LV-223星球的古老星圖，並推測來自該星球的外星人「工程師」創造了人類。她與哈洛維說服韋蘭公司創辦人彼得·韋蘭出資贊助「普羅米修斯號」飛船的遠征，前往LV-223星球。
2093年，普羅米修斯號飛船抵達LV-223星球，船員們對星球上的遺跡進行探測。回飛船後，蕭與哈洛維發生性關係，殊不知哈洛維已遭LV-223星球上的生物武器黑水所感染，因此數小時之後，患有不孕症的蕭竟然懷孕了，生下一隻變異怪物「三葉蟲」。
一名倖存的工程師甦醒後，駕駛著一艘滿載黑水的飛船欲前往地球毀滅人類，卻遭普羅米修斯號的自殺式攻擊阻止。倖存的工程師試圖殺死蕭，卻被那隻蕭生下的怪物「三葉蟲」所殺。蕭成為普羅米修斯號的唯一人類倖存者，在人造人大衛的協助下駕駛另一艘工程師的飛船離開了LV-223星球；她打算前往工程師的母星，了解他們創造人類又想毀滅人類的原因。

### 異形：聖約序幕：相遇
在前往工程師母星途中，蕭將人造人大衛完整修復，之後便進入休眠艙。大衛向蕭承諾抵達目的地後便會將她喚醒，然而當飛船抵達工程師母星後，大衛卻向該星球投放黑水，毀滅了該星球上的生命。

### 異形：聖約
在接下的十年中，大衛進行對黑水的實驗，製造出不少變異生物，蕭的遺體也成為實驗工具之一。大衛向抵達該星球的聖約號船員宣稱蕭是死於意外。

## 外部連結
- YouTube上的Prometheus - Quiet Eye
- YouTube上的《異形：聖約》序幕：相遇